# 高士镇
高士镇，是中华人民共和国安徽省安庆市望江县下辖的一个乡镇级行政单位。

## 行政区划
高士镇下辖以下地区：
高士社区、毛安社区、洗粉社区、虎山村、童岭村、武昌村、佩山村、象嘴村、焦赛村、漆岭村、花园村、黄河村、箭坝村、官庄村、龙口村和新坝村。